# Pía León
Pía León, née à Lima (Pérou) en décembre 1986, est une chef cuisinière péruvienne.
En 2021, elle est désignée Meilleure femme chef du monde lors du classement annuel du World's 50 Best.

## Biographie
María Pía León naît à Lima en décembre 1986. Après ses études secondaires, elle décide d'étudier la gastronomie et  se forme à l'école Le Cordon Bleu de Lima,.
Après avoir travaillé au restaurant triplement étoilé El Celler de Can Roca à Gérone, à l'hôtel Ritz de New York et chez Astrid y Gastón, elle rejoint en 2008 l'équipe du Central Restaurante, dirigée par le chef Virgilio Martínez, au poste de chambre froide. Après une semaine, elle est nommée à la tête de ce secteur. Trois ans plus tard, elle devient chef de cuisine. 
En parallèle, elle se lance dans de nouveaux projets avec Virgilio Martínez, devenu son mari depuis 2014 : le snack Mayo (Lima), le Mil (Cuzco) et le Kjolle, son projet personnel, restaurant gastronomique qui s'appuie sur un centre de recherche biologique et culturelle dirigé par Malena Martínez, le Mater Initiative.
En 2021, elle est désignée Meilleure femme chef du monde lors du classement annuel du World's 50 Best,,.
En 2022, elle est jurée d'une épreuve de la saison 13 de Top Chef, diffusée en France sur M6.

## Filmographie
- Waffles + Mochi (Netflix, 2021)[9]

## Distinctions
- Meilleure femme chef d'Amérique Latine (50 Best 2018)[10]
- Meilleure chef dans la catégorie étoile montante (The Best Chef 2019)[11]
- Meilleure femme chef du monde (50 Best 2021)